# KIC 8145411
Désignations
KIC 8145411 est un système stellaire binaire autolentillant.